# Зугравий Олександр В'ячеславович
Олекса́ндр В'ячесла́вович Зугра́вий — полковник Збройних сил України, начальник Регіонального управління Сил територіальної оборони «Схід» Збройних Сил України. Герой України. Відзначився під час російського вторгнення в Україну 2022 року, Герой України з врученням ордена «Золота Зірка» (2022).

## Життєпис
Народився у 1988 році. У 2010 році закінчив Національну академію сухопутних військ імені гетьмана Петра Сагайдачного. У 2013 році брав участь у Революції гідності. У 2014 році був учасником АТО й ООС.

### Російське вторгнення в Україну (2022)
У ході російського вторгнення в Україну 2022 року полковник Олександр Зугравий відзначився тим, що до війни сформував територіальну оборону в п'яти східних областях України, а з початком агресії РФ створив дієву систему розвідки й руху опору в Харкові та області. Завдяки вмілим діям офіцера зупинено ворога в районі міста Куп'янська.

## Нагороди
- звання Герой України з врученням ордена «Золота Зірка» (4 квітня 2022) — за особисту мужність і героїзм, виявлені у захисті державного суверенітету та територіальної цілісності України, вірність військовій присязі.
- орден Богдана Хмельницького III ступеня (26.2.2015) — за особисту мужність і героїзм, виявлені у захисті державного суверенітету та територіальної цілісності України, вірність військовій присязі під час російсько-української війни;
- орден Богдана Хмельницького II ступеня (28.2.2022) — за особисту мужність і самовіддані дії, виявлені у захисті державного суверенітету та територіальної цілісності України, вірність військовій присязі[4]